# Орбитофронтални кортекс
Орбитофронтални кортекс (ОФК) је префронтални регион кортекса у фронталним режњевима мозга који је укључен у когнитивни процес доношења одлука. Код нељудских примата састоји се од подручја асоцијације кортекса Бродманово подручје 11, 12 и 13; код људи се састоји од Бродманове области 10, 11 и 47.
ОФК се сматра анатомски синонимом за вентромедијални префронтални кортекс. Због тога се регион разликује због различитих неуронских веза и различитих функција које обавља. Дефинише се као део префронталног кортекса који прима пројекције од медијалног дорзалног језгра таламуса, и сматра се да представља емоцију, укус, мирис и награду у доношењу одлука.
Име је добио по свом положају непосредно изнад орбита у којима се налазе очи. Уочена је значајна индивидуална варијабилност у ОФК код људи. Сродно подручје се налази код глодара.

## Функција код људи
Људски ОФК је међу најмање схваћеним регионима људског мозга. Предложено је да је ОФК укључен у сензорну интеграцију, у представљање афективне вредности поткрепљивача, и у доношење одлука и очекивања. Посебно, чини се да је ОФК важан у сигнализирању очекиване награде/казне за акцију с обзиром на посебне детаље ситуације.
Радећи ово, мозак је способан да упореди очекивану награду/казну са стварном испоруком награде/казне, што чини ОФК критичним за адаптивно учење. Ово је подржано истраживањем на људима, нељудским приматима и глодарима.

### Аференти
ОФК прима пројекције од више сензорних модалитета. Примарни мирисни кортекс, густаторни кортекс, секундарни соматосензорни кортекс, горњи и инфериорни темпорални гирус (који преноси визуелне информације) сви пројектују на ОФК. Докази за слушне инпуте су слаби, иако неки неурони реагују на слушне стимулусе, што указује на постојање индиректне пројекције. ОФК такође прима податке од медијалног дорзалног језгра, острвског кортекса, енторхиналног кортекса, перириналног кортекса, хипоталамуса и амигдале.

## Психијатријски поремећаји
Орбитофронтални кортекс има улогу у: граничном поремећају личности, схизофренији, тежој депресивној епизоди, биполарном поремећају, опсесивно-компулзивном поремећају, зависности, посттрауматском стресном поремећају, аутизмуи панични поремећај. Иако су студије неуромиџинга пружиле доказе за дисфункцију код широког спектра психијатријских поремећаја, загонетна природа улоге ОФК-а у понашању компликује разумевање његове улоге у патофизиологији психијатријских поремећаја.
Функција ОФК-а није позната, али његове анатомске везе са вентралним стријатумом, амигдалом, хипоталамусом, хипокампусом и периакведукталном сивом бојом подржавају улогу у посредовању понашања повезаних са наградом и страхом.